# St Patrick’s College, Maynooth
Das Saint Patrick’s College, Maynooth (kurz: Maynooth College; irisch: Coláiste Phádraig, Maigh Nuad) ist eine päpstliche Universität der römisch-katholischen Kirche mit Sitz in Maynooth, Irland und wurde 1795 gegründet.
Das College wurde offiziell durch den Maynooth College Act 1795 als Royal College of St Patrick gegründet. Ursprünglich war es für bis zu 500 Studenten geplant, von denen 90 pro Jahr als Priester geweiht werden sollten. Damit war das Maynooth College einst das größte römisch-katholische Priesterseminar der Welt.
Zum Ende des 20. Jahrhunderts wurden immer weniger Studenten aufgenommen. Im Jahr 2017 gab es nur noch sechs Kandidaten im ersten Lehrjahr. Der katholische Erzbischof von Dublin Diarmuid Martin entschied nach Ausbleiben neuer Studenten und nach einem Skandal um die App Grindr, die verbleibenden Studenten nach Rom an das Päpstlich Irische Kolleg zu transferieren.
Die Pontifical Charter von 1896 erlaubte dem College seither, Abschlüsse in den Bereichen kanonisches Recht, Philosophie und Theologie zu verleihen. Das College steht in enger Zusammenarbeit mit der Maynooth University, mit der es sich auch seinen historischen Campus teilt.

## Geschichte

### 16. Jahrhundert
Die Stadt Maynooth im County Kildare war ursprünglich Sitz der Fitzgeralds, Earls of Kildare. Am 7. Oktober 1515 bewilligte Henry VIII eine Lizenz für die Etablierung eines Colleges in Maynooth. Im Jahre 1518 präsentierte der 9. Earl of Kildare dem Erzbischof von Dublin in Folge eine Petition zur Gründung des besagten Colleges in Maynooth. Dem Wunsch wurde stattgegeben und das College of the Blessed Virgin Mary gegründet. Im Jahre 1535 wurde das College und all sein Land als Teil der Reformation annektiert. Die St Mary’s Kirche ist das einzige Gebäude, das aus der damaligen Zeit verblieben ist.

### Neugründung 1795

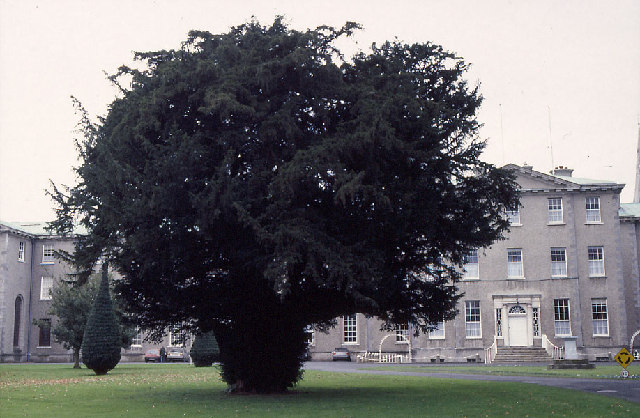
Irlands ältester Baum, der Silken Thomas Yew, liegt auf dem Campus des Maynooth College und ist 700 bis 800 Jahre alt.

Das heutige College wurde am 5. Juni 1795 als The Royal College of St Patrick durch das irische Parlament gegründet mit dem Ziel „for the better education of persons professing the popish or Roman Catholic religion“. Hintergrund war, dass bis dahin die Ausbildung katholischer Priester in Irland nicht möglich war und deshalb viele Studenten an französische Universitäten gingen. Nach der Französischen Revolution wollte man jedoch vermeiden, dass revolutionäre Gedanken nach Irland importiert wurden. Im Jahr 1800 starb John Butler, 12th Baron Dunboyne und hinterließ dem College ein substantielles Vermögen. Das Land wurde von William FitzGerald, 2nd Duke of Leinster gespendet.

### Expansion
Im Jahr 1876 wurde das College konstituierendes College der Katholischen Universität von Irland. Diese wurde bis 1908 vollständig in das University College Dublin und damit die National University of Ireland (NUI) eingegliedert. Auch nach Erhalt des pontifikalen Status im Jahr 1896 blieb das Maynooth College ein anerkanntes College innerhalb der NUI und konnte über diese Abschlüsse in Kunst und Naturwissenschaften anbieten. Die Abschlüsse in Theologie verblieben beim College.

### Trennung von der Universität Maynooth
Durch den Universities Act von 1997 des irischen Parlaments wurde die eigenständige Maynooth University gegründet. Sie übernahm die Fakultäten für Geisteswissenschaften (Arts), keltische Studien und Naturwissenschaften.

### Quasi-Schließung
Im Jahr 2016 sank die Zahl der Studenten auf 40 bis 60. Im August 2016 wurde öffentlich, dass der Erzbischof von Dublin Diarmuid Martin den Transfer der verbleibenden Studenten nach Rom angeordnet hatte, nachdem die gehäufte Nutzung der App Grindr durch Collegestudenten am Maynooth College bekannt geworden war. Nach Aussagen des Erzbischofs gab es „Anschuldigungen auf verschiedenen Seiten“, dass in Maynooth eine „homosexuelle und schwule Kultur wachsen“ würde, die die „Promiskuität fördere“. Das College musste seine Regeln für die Nutzung von Sozialen Medien überprüfen.

## Gebäude
Das Maynooth College besaß und besitzt eine Vielzahl historischer Gebäude.
- Stoyte House – erbaut 1780, ursprünglich das Wohnhaus des Verwalters des Leinster estate.[10]
- College Chapel – Eröffnet 1891 als Vorbereitung der ersten 100-Jahr-Feier.[11]
- St. Joseph’s Square – Gartenanlage mit Callan Hall und Physics Hall.
- Dunboyne House – Südflügel des St. Joseph’s Square.[12]
- New House – Nordflügel des St. Joseph’s Square, vollendet 1890 und nach einem Feuer 1940 neu erbaut
- St. Mary’s Square
- St. Mary’s
- St. Patrick’s
- Russell Library – entworfen von Augustus Welby Pugin und vollendet 1861.
- Pugin Hall
- Aula Maxima – 1893 eröffnet als Geschenk durch The Catholic University of America in Washington, D.C.
- Riverstown House – als Laienschule von 1801 bis 1817 genutzt und heute Sitz der Alumni Verwaltung.
- Logic House – Sitz des Mathematics Department und des Music Departments (MU).
- Rhetoric House – History, Geography and Economics Departments (MU).
- Loftus Halls – Klausurhalle
- Senior Infirmary/Columba Centre – entworfen in den frühen 1860er Jahren und heute Büroräume der irischen Bischofskonferenz.[13]
- Staff Dining Hall
- Museum
- John Paul II Library – eröffnet 1983 und erweitert im Jahr 2012.
- St Mary’s (Church of Ireland) – ursprünglich eine privat genutzte Kapelle, später in das MC eingefügt.[14]

## Präsidenten
- Thomas Hussey F.R.S. (25. Juni 1795)
- Peter Flood (17. Januar 1798)
- Andrew Dunne (24. Februar 1803)
- Patrick Byrne (27. Juni 1807)
- Patrick Everard (29. Juni 1810)
- Daniel Murray (Koadjutor Erzbischof von Dublin) (29. Juni 1812)
- Bartholomew Crotty (13. November 1813)
- Michael Slattery (19. Juni 1832)
- Michael Montague (25. Juni 1834)
- Laurence Renehan (25. Juni 1845)
- Charles W. Russell (20. Oktober 1857)
- William J Walsh (22. Juni 1880)
- Robert Browne (7. Oktober 1885)[15]
- Denis Gargan (9. Oktober 1894)
- Daniel Mannix (13. Oktober 1903)
- John F Hogan (8. Oktober 1912)
- James MacCaffrey (8. Oktober 1918)
- John D’Alton (23. Juni 1936)
- Edward Kissane PA (23. Juni 1942)
- Gerard Mitchell (23. Juni 1959)
- Patrick Corish (23. November 1967)
- Jeremiah Newman (8. Oktober 1968)
- Tomás Ó Fiaich (12. Juni 1974)
- Michael Olden (26. September 1977)
- Micheál Ledwith (13. März 1985)
- Matthew O’Donnell (22. Juni 1994)
- Dermot Farrell (9. Dezember 1996)
- Hugh Connolly (1. September 2007)
- Michael Mullaney (1. September 2017)

## Bekannte Alumni
- Cornelius Lucey, Bischof von Cork und Ross (1952–1980)
- Peter McKevitt, Vorsitzender der Katholische Aktion (1937–1953)
- Jeremiah Newman, Professor für Soziologie (1953–1974), Bischof von Limerick (1974–1995)
- Michael J. O’Doherty, 27. Erzbischof von Manila (1916–1949)
- Fachtna O’Driscoll, Generalsuperior der Gesellschaft der Afrikamissionen (2013–2019)

## Veröffentlichungen
- Archivium Hibernicum: gegründet 1911; jährliche Zeitschrift des St. Patrick’s College[16]
- The Bridge: zweijährlich erscheinendes Magazin für Alumni des College und der Maynooth Universität
- The Furrow: gegründet 1950; monatliche Zeitschrift für die zeitgenössische Kirche[17]
- Irish Theological Quarterly: quartalsweise Zeitschrift für Theologie und Schriftenauslegung[18]
- Irish Ecclesiastical Record, monatlich von 1880 bis 1968 erschienene Zeitschrift
- Kalendarium: jährliche Veröffentlichung des Maynooth College für die pontifikale Universität
- Maynooth Theological Journal (MTJ): gegründet 2010; zweijährliche erscheinende Zeitschrift für theologische Studien
- Intercom: pastorales und liturgisches Magazin[19]

## Weitere Quellen
- John Healy (1895) Maynooth College; its centenary history. xxiv, 774 p. Dublin: Browne & Nolan